# Liste der Einträge im National Register of Historic Places im Iron County (Wisconsin)

Lage des Iron County in Wisconsin

Die Liste der Einträge im National Register of Historic Places im Iron County in Wisconsin führt alle Bauwerke und historischen Stätten im Iron County auf, die in das National Register of Historic Places aufgenommen wurden.

## Legende
| NRHP | Historic Place    |
| HD   | Historic District |

## Aktuelle Einträge
| [ 2 ] | Name                                        | Bild                                        | Eintragsdatum        | Lage                                                                                           | Ort             | Beschreibung |
| ----- | ------------------------------------------- | ------------------------------------------- | -------------------- | ---------------------------------------------------------------------------------------------- | --------------- | --- |
| 1     | Annala Round Barn                           | Annala Round Barn                           | 1979 ID-Nr. 79000085 | Dupont Road 46° 25′ 5″ N, 90° 9′ 41″ W                                                         | Town of Oma     | 1917 errichtete Rundscheune des finnischen Einwanderers Matt Annala                                                   |
| 2     | Montreal Company Location Historic District | Montreal Company Location Historic District | 1980 ID-Nr. 80000141 | WIS 77 46° 25′ 35″ N, 90° 13′ 50″ W                                                            | Montreal        | Von der Montreal Mining Company 1907 bis 1927 errichtete Wohnsiedlung                                                 |
| 3     | Old Iron County Courthouse                  | Old Iron County Courthouse                  | 1977 ID-Nr. 77000031 | 303 Iron Street 46° 26′ 52″ N, 90° 10′ 59″ W                                                   | Hurley          | 1893 errichtetes Justiz- und Verwaltungsgebäude des Iron County; heute Museum                                         |
| 4     | Plummer Mine Headframe                      | Plummer Mine Headframe                      | 1997 ID-Nr. 97001141 | rund 400 m westlich der Kreuzung von Plummer Mine Road und WIS 77 46° 24′ 25″ N, 90° 17′ 31″ W | Pence           | Förderturm der von 1904 bis 1924 in Betrieb befindlichen Eisenerzmine; heute Wisconsins letzter erhaltener Förderturm |
| 5     | Springstead                                 | Springstead                                 | 1997 ID-Nr. 97000326 | Kreuzung von Old Springfield Tote Road und WIs 182 46° 1′ 17″ N, 90° 7′ 26″ W                  | Town of Sherman | |